# Massey Hall
La Massey Hall è una sala concerti-teatro situata a Toronto. Fu completata nel 1894 e progettata dall'architetto Sidney Badgley in stile eclettico. Finanziata da Hart Massey, oggi è gestita dalla società Roy Thomson Hall ed è sede di diversi eventi. Nel 2009 vi ha registrato il suo concerto "Live at Massey Hall" il musicista Mattew Good.
È stata sede della memorabile esibizione, incisa come Jazz at Massey Hall dei jazzisti Charlie Parker, Dizzy Gillespie, Max Roach, Bud Powell e Charles Mingus nel maggio del 1953.
Tra gli altri si sono esibiti sul palco Maria Callas, Arturo Toscanini, George Gershwin, Enrico Caruso e Luciano Pavarotti, Neil Young, Oscar Peterson, Stevie Ray Vaughan.